# 432971 Loving
432971 Loving este o planetă minoră (asteroid) din centura de asteroizi. A fost descoperită pe 11 februarie 2010 la Wide-field Infrared Survey Explorer⁠(d) de Wide-field Infrared Survey Explorer⁠(d). 
Obiectul prezintă o orbită caracterizată de o semiaxă mare de 2,591139184457 UAi, o excentricitate de 0,12, o înclinație de 12,6 ° în raport cu ecliptica.